# The Zone of Interest
The Zone of Interest is een Amerikaans-Brits-Poolse oorlogsfilm uit 2023, geschreven en geregisseerd door Jonathan Glazer en losjes gebaseerd op de gelijknamige roman van de Britse schrijver Martin Amis uit 2014.

## Verhaal
Het verhaal vertelt over het dagelijkse leven van het Duits gezin van de kampcommandant van het concentratiekamp Auschwitz, dat tijdens de oorlog naast het kamp woonde en tegelijkertijd over een Pools meisje dat gevangenen in het kamp hielp.

## Rolverdeling
| Acteur            | Personage         |
| ----------------- | ----------------- |
| Christian Friedel | Rudolf Höss       |
| Sandra Hüller     | Hedwig Höss       |
| Johann Karthaus   | Claus Höss        |
| Luis Noah Witte   | Hans Höss         |
| Nele Ahrensmeier  | Inge-Brigitt Höss |
| Lilli Falk        | Heideraud Höss    |
| Ralph Herforth    | Oswald Pohl       |
| Imogen Kogge      | Linna Hensel      |

## Productie
De filmopnames vonden plaats in het concentratiekamp Auschwitz in Polen in de zomer 2021.

## Release en ontvangst
The Zone of Interest ging op 19 mei 2023 in première in de officiële competitie van het Filmfestival van Cannes en won de Grand Prix. De film kreeg positieve kritieken van de filmcritici, met een score van 100% op Rotten Tomatoes, gebaseerd op 40 beoordelingen. De film werd geselecteerd als Britse inzending voor de beste niet-Engelstalige film voor de 96ste Oscaruitreiking en werd genomineerd.

## Prijzen en nominaties
De belangrijkste:
| Jaar | Prijs                       | Categorie                     | Genomineerde(n)                                  | Uitslag     |
| ---- | --------------------------- | ----------------------------- | ------------------------------------------------ | ----------- |
| 2024 | Academy Awards (Oscars)     | Beste film                    | Beste film                                       | Genomineerd |
| 2024 | Academy Awards (Oscars)     | Beste regisseur               | Jonathan Glazer                                  | Genomineerd |
| 2024 | Academy Awards (Oscars)     | Beste bewerkte scenario       | Jonathan Glazer                                  | Genomineerd |
| 2024 | Academy Awards (Oscars)     | Beste internationale film     | Beste internationale film                        | Gewonnen    |
| 2024 | Academy Awards (Oscars)     | Beste geluid                  | Tarn Willers en Johnnie Burn                     | Gewonnen    |
| 2024 | British Academy Film Awards | Beste regisseur               | Jonathan Glazer                                  | Genomineerd |
| 2024 | British Academy Film Awards | Beste bewerkte scenario       | Jonathan Glazer                                  | Genomineerd |
| 2024 | British Academy Film Awards | Beste vrouwelijke bijrol      | Sandra Hüller                                    | Genomineerd |
| 2024 | British Academy Film Awards | Uitzonderlijke Britse film    | Uitzonderlijke Britse film                       | Gewonnen    |
| 2024 | British Academy Film Awards | Beste niet-Engelstalige film  | Beste niet-Engelstalige film                     | Gewonnen    |
| 2024 | British Academy Film Awards | Beste cinematografie          | Łukasz Żal                                       | Genomineerd |
| 2024 | British Academy Film Awards | Beste montage                 | Paul Watts                                       | Genomineerd |
| 2024 | British Academy Film Awards | Beste productieontwerp        | Chris Oddy, Joanna Maria Kuś en Katarzyna Sikora | Genomineerd |
| 2024 | British Academy Film Awards | Beste geluid                  | Johnnie Burn en Tarn Willers                     | Gewonnen    |
| 2024 | Golden Globes               | Beste film – drama            | Beste film – drama                               | Genomineerd |
| 2024 | Golden Globes               | Beste filmmuziek              | Mica Levi                                        | Genomineerd |
| 2024 | Golden Globes               | Beste film – niet-Engelstalig | Beste film – niet-Engelstalig                    | Genomineerd |
| 2024 | Satellite Awards            | Beste scenario                | Jonathan Glazer                                  | Genomineerd |
| 2024 | Satellite Awards            | Beste bewerkt script          | Jonathan Glazer                                  | Genomineerd |
| 2024 | Satellite Awards            | Beste internationale film     | Beste internationale film                        | Gewonnen    |
| 2023 | 36e Europese Filmprijzen    | Beste film                    | Jonathan Glazer                                  | Genomineerd |
| 2023 | 36e Europese Filmprijzen    | Beste regie                   | Jonathan Glazer                                  | Genomineerd |
| 2023 | 36e Europese Filmprijzen    | Beste scenario                | Jonathan Glazer                                  | Genomineerd |
| 2023 | 36e Europese Filmprijzen    | Beste acteur                  | Christian Friedel                                | Genomineerd |
| 2023 | 36e Europese Filmprijzen    | Beste actrice                 | Sandra Hüller                                    | Genomineerd |
| 2023 | 36e Europese Filmprijzen    | Beste geluid                  | Johnnie Burn & Tarn Willers                      | Gewonnen    |
| 2023 | Filmfestival van Cannes     | Gouden Palm                   | Jonathan Glazer                                  | Genomineerd |
| 2023 | Filmfestival van Cannes     | Grand Prix                    | Jonathan Glazer                                  | Gewonnen    |